# Лівіу Ганя
Лівіу Адріан Ганя (рум. Liviu Adrian Ganea, нар. 23 лютого 1988, Браїла) — румунський футболіст.
Грає за румунський «Динамо (Бухарест)» і молодіжну збірну Румунії.